# ده نو غلال (تشين)
ده نو غلال (بالفارسية: ده نوگلال) هي قرية تقع في إيران في قسم تشین الريفي. يقدر عدد سكانها بـ 25 نسمة بحسب إحصاء 2016.